# Christof Duffner
Christof Duffner  (Triberg im Schwarzwald, 16 december 1971) is een voormalig Duits schansspringer.

## Carrière
Duffner behaalde zijn grootste succes in de landenwedstrijd. Individueel won Duffner één wereldbekerwedstrijd de openingswedstrijd van het Vierschansentoernooi in het seizoen 1992-1993. Duffner zijn grootste succes was de olympische gouden medaille in de landenwedstrijd in 1994. Bij de Wereldkampioenschappen skivliegen eindigde Duffner driemaal net buiten het podium.

## Belangrijkste resultaten

### Olympische Winterspelen
| Editie | Plaats         | Resultaten                                             |
| ------ | -------------- | ------------------------------------------------------ |
| 1992   | Albertville    | 11e grote schans 5e landenwedstrijd                    |
| 1994   | Lillehammer    | 11e kleine schans · 18e grote schans · landenwedstrijd |
| 2002   | Salt Lake City | 17e kleine schans                                      |

### Wereldkampioenschappen schansspringen
| Jaar | Plaats        | Resultaten                                             |
| ---- | ------------- | ------------------------------------------------------ |
| 1991 | Val di Fiemme | 15e grote schans                                       |
| 1993 | Falun         | 28e kleine schans 10e grote schans                     |
| 1997 | Trondheim     | 25e grote schans · landenwedstrijd                     |
| 1999 | Bischofshofen | 14e kleine schans · 18e grote schans · landenwedstrijd |
| 2003 | Val di Fiemme | 20e kleine schans 24e grote schans                     |

### Wereldkampioenschappen skivliegen
| Jaar | Plaats          | Resultaten                |
| ---- | --------------- | ------------------------- |
| 1992 | Harrachov       | 5e individuele wedstrijd  |
| 1994 | Planica         | 4e individuele wedstrijd  |
| 1996 | Bad Mitterndorf | 5e individuele wedstrijd  |
| 1998 | Oberstdorf      | 11e individuele wedstrijd |
| 2000 | Vikersund       | 12e individuele wedstrijd |
| 2002 | Harrachov       | 8e individuele wedstrijd  |

### Klassementen
| Seizoen   | Algm | 4S  |
| --------- | ---- | --- |
| 1990/1991 | 17e  | -   |
| 1991/1992 | 19e  | -   |
| 1992/1993 | 6e   | 6e  |
| 1993/1994 | 25e  | -   |
| 1994/1995 | 44e  | -   |
| 1995/1996 | 14e  | 5e  |
| 1996/1997 | 34e  | 26e |
| 1997/1998 | 38e  | 39e |
| 1998/1999 | 21e  | 44e |
| 1999/2000 | 49e  | 56e |
| 2000/2001 | 25e  | 33e |
| 2001/2002 | 22e  | 21e |
| 2002/2003 | 47e  | 45e |